# 푸엔라브라다

푸엔라브라다의 위치

푸엔라브라다(Fuenlabrada)는 스페인 마드리드주 마드리드 대도시권의 도시이다. 마드리드 남쪽 약 22.5km에 있다. 면적은 39.41km2, 인구는 197,836(2009)이다.